# Chalcis capensis
Chalcis capensis är en stekelart som beskrevs av Cameron 1905. Chalcis capensis ingår i släktet Chalcis och familjen bredlårsteklar. Inga underarter finns listade i Catalogue of Life.